# 宫如璟
宫如璟，又名宫盈盈，女，医渡科技创始人、董事长。

## 教育经历
1999年，宫如璟进入英国莫顿堂女子中学学习，曾连续多年获得全英数学冠军。之后考入伦敦政治经济学院，获得经济学学士学位。2012年，宫如璟获得长江商学院的高级管理人员工商管理硕士学位。

## 职业经历
宫如璟曾在瑞士信贷（伦敦）、全球基础设施基金（伦敦）、德意志银行（香港）、安邦保险集团等金融机构任职，从事企业上市、并购及重组工作。
2014年，创立医渡云，并与多家大型三级甲等医院达成合作。
在其推动下，2021年1月，医渡科技在港交所主板挂牌上市，股票代码为2158.HK。

## 社会活动

### 公益活动
2019年3月，其创立了贵州省笑盈盈慈善基金会，该慈善基金会专注于为患有罕见或重大疾病的儿童提供支持。
2020年10月，宫如璟在北京出席了由美丽中国支教项目举办的慈善晚宴并捐赠。
2021年5月26日，笑盈盈慈善基金会在“中国国际大数据产业博览会”上举行了捐赠仪式，宫如璟作为捐赠方代表向贵州省慈善总会捐赠款项50万元，用于帮扶贵州省儿童罕见病和重大疾病资助等公益项目。

### 论坛活动
2019年5月，宫如璟出席在贵阳举办的中国国际大数据产业博览会并发言。
2019年9月26日，宫如璟出席在上海举行的“中投论坛2019跨境投资与国际产业合作大会”。
2020年1月22日，宫如璟出席在瑞士达沃斯举行的世界经济论坛并发言。
2020年12月1日，宫如璟出席世界经济论坛“2020年秋季中国商业圆桌会议”。
2021年1月25日，宫如璟出席由世界经济论坛主办的“达沃斯议程”对话会并发言。
2022年7月18日至19日，宫如璟出席世界经济论坛“2022年新领军者对话会”。
2024年6月25日，宫如璟出席在大连举行的“夏季达沃斯新浪财经之夜·正和岛夜话”并发言。
2024年6月，宫如璟出席世界经济论坛第十五届新领军者年会(夏季达沃斯论坛)，并在“加速推进数据分析在医疗行业的应用”主题对话中分享了她对AI医疗的见解。
2025年1月20日至24日，宫如璟出席世界经济论坛2025年年会（冬季达沃斯），参与多场活动，与众多来自全球政商学界的领袖交流探讨，并在两场关键对话中作为演讲嘉宾，聚焦数字健康的规模化发展以及面对挑战时的领导力韧性发表了见解，分享了医渡科技在AI医疗领域的创新实践与成果。
第十六届新领军者年会于2025年6月24至26日在中国天津举办，主题为“新时代企业家精神”。医渡科技董事长兼创始人、全球青年领袖宫如璟出席并在“AI+时代”主题对话中发表见解。